# شعب ياو
شعب ياو أو واياو (بالإنجليزية Yao people)، هي مجموعة لغوية رئيسية في عرقية البانتو التي تستوطن الطرف الجنوبي من بحيرة ملاوي، لعبت دورًا هامًا في تاريخ جنوب شرق أفريقيا خلال القرن 19. كما تجدر الإشارة إلى أن شعب ياو هم جميعهم من المسلمين يبلغ عددهم حوالي مليوني نسمة موزعين على ثلاث دول هي مالاوي وشمال موزمبيق وفي منطقة روفوما ومنطقة متوارا في تنزانيا. يتمتع شعب ياو بهوية ثقافية قوية تتجاوز الحدود الوطنية.

## التاريخ
غالبية شعب ياو من المزارعين . عندما وصل العرب إلى الساحل الجنوبي الشرقي من أفريقيا بدأوا في التجارة مع شعب ياو، وخاصة تجارة العاج والحبوب والعبيد مقابل الملابس والبنادق. وبسبب مشاركتهم في هذه التجارة الساحلية، أصبحوا من أغنى القبائل وأكثرها تأثيرًا في الجنوب الأفريقي. وظهرت ممالك ياو الكبيرة في الوقت الذي سيطر فيه قادة ياو على مقاطعة نياسا في موزمبيق في القرن التاسع عشر. وخلال ذلك الوقت بدأ شعب ياو الانتقال من موطنهم التقليدي إلى ملاوي وتنزانيا (تنجانيقيا) اليوم، مما أدى إلى أستقرار سكان ياو الآن في تلك البلدان. وكانت أهم نتيجة للمشايخ (الدعاة) هي تحول الأمة بأسرها نحو القرن العشرين وبعد الحرب العالمية الأولى إلى الإسلام. وبسبب تجارتهم مع العرب وسكان السواحل، كان رؤساء ياو (السلاطين) يحتاجون إلى أشخاص يستطيعون القراءة والكتابة. كان للمعلمين الإسلاميين الذين كانوا يعيشون ويعملون في قرى ياو تأثير كبير على شعب ياو حيث علومهم القراءة والكتابة والقرآن ولبس الملابس الدينية وصناعة المنازل المستديرة، بدلًا من البيوت المتنقلة. وعلاوة على ذلك، قاوم السلاطين ياو بقوة الحكم الاستعماري البرتغالي والبريطاني والألماني، الذي كان يعتبر تهديدًا ثقافيًا واقتصاديًا كبيرًا لهم. حاول البريطانيون وقف تجارة العاج والعبيد من خلال مهاجمة بعض القوافل التجارية للياو بالقرب من الساحل. ورفض رئيس جماعة ياو ماتاكا الديانة المسيحية، حيث عرض الإسلام عليهم نظامًا اجتماعياً يستوعب ثقافتهم التقليدية. وبسبب الهيمنة السياسية والطقوسية على الزعماء، أدى تحولهم إلى إسلام إلى أن يحذو رعاياهم حذوهم.